# Medrões
Medrões ist eine Gemeinde im nordportugiesischen Kreis Santa Marta de Penaguião (Distrikt Vila Real). Sie umfasst eine Fläche von 5,1 km² und hat 433 Einwohner (Stand 19. April 2021).
Die Gemeinde liegt etwa vier Kilometer westlich der Kreisstadt Santa Marta de Penaguião. Wirtschaftlich ist der Ort von Wein- und Olivenanbau geprägt.
Zu den Sehenswürdigkeiten gehören die Pfarrkirche, die Capela de São Pedro, die Capela da Nossa Senhora dos Remédios sowie die Fonte do Rei.
Schutzpatron des Ortes ist Jesus als Heiland, dessen Fest jährlich in der zweiten Augustwoche gefeiert wird.  